# Emanuel Terry
Emanuel Davon Terry (Birmingham, Alabama, 25 de agosto de 1995) es un baloncestista estadounidense que pertenece a la plantilla del Beşiktaş de la BSL turca. Con 2,06 metros de estatura, juega en la posición de ala-pívot.

## Trayectoria deportiva

### Universidad
Jugó cuatro temporadas con los Railsplitters de la Universidad Lincoln Memorial, de la División II de la NCAA, en las que promedió 9,6 puntos, 7,1 rebotes y 1,9 tapones por partido. En su última temporada fue elegido Jugador del Año de la South Atlantic Conference, e incluido en el primer equipo All-American de la División II.

### Profesional
Tras no ser elegido en el Draft de la NBA de 2018, disputó las Ligas de Verano de la NBA con los Denver Nuggets, jugando cinco partidos en los que promedió 7,4 puntos y 5,0 rebotes. Tras ser despedido por los Nuggets, se incorporó a los Cleveland Cavaliers para disputar la pretemporada, aunque fue cortado pocos días más tarde, tras lo cual fue incluido en la plantilla de su filial en la G League, los Canton Charge. Jugó 20 partidos, en los que promedió 8, puntos y 6,4 rebotes.
El 5 de enero de 2019 fue traspasado a los Sioux Falls Skyforce a cambio del base Malik Newman. El 27 de enero firmó un contrato por diez días con los Phoenix Suns de la NBA, debutando ese mismo día ente Los Angeles Lakers
El 9 de abril de 2022, firma por el Orléans Loiret Basket de la Pro A, la primera categoría del baloncesto francés.
El 17 de enero de 2023, firma por el Pallacanestro Trieste de la Lega Basket Serie A italiana.
El 17 de julio de 2023 fichó por el Manisa BB de la Basketbol Süper Ligi turca (BSL).
El 28 de junio de 2024 firmó con el Beşiktaş Fibabanka de la Basketbol Süper Ligi (BSL).